# Agliinae
De Agliinae vormen een onderfamilie van vlinders uit de familie van de nachtpauwogen (Saturniidae). Het is een monotypische groep die slechts door een enkel geslacht wordt vertegenwoordigd: Aglia.